# Aprostocetus balasi
Aprostocetus balasi är en stekelart som först beskrevs av Erdös 1954.  Aprostocetus balasi ingår i släktet Aprostocetus, och familjen finglanssteklar. Arten är reproducerande i Sverige.